# Meet the Spartans
Meet the Spartans er en amerikansk komediefilm fra 2008, instrueret af Jason Friedberg og Aaron Seltzer.

## Handling
Filmen parodierer mange film, tv-serier, personer og firmaer. Hovedfilmen som parodieres er 300.

### Parodierede film
- 300 – hele filmen
- Shrek den Tredje – Shrek-babyen i begyndelsen.
- Casino Royale (2006) – Leonidas bliver fanget og forveksles som James Bond, og bliver pisket.
- Happy Feet – En kæmpepingvin i stedet for den store ulv.
- Stomp the Yard
- You Got Served – Danseturnering mellem spartanerne og perserne.
- Spider-Man 3 – Queen Margo bliver den sorte Spider-man, og Traitoro bliver sandmanden.
- Ghost Rider – Medlem af perserne. Persernes "hemmelige våben"
- Rocky: Rocky Balboa – Er erstatningen til Über Immortal, dræber Sonio inden han bliver dræbt af kaptajnen.
- Transformers
- Rambo – Gør gæsteoptræden i slutteksterne.

## Medvirkende
- Sean Maguire som Kong Leonidas
- Carmen Electra som Queen Margo
- Ken Davitian som Kong Xerxes
- Kevin Sorbo som Captain
- Jareb Dauplaise som Dilio
- Travis Van Winkle som Sonio
- Diedrich Bader som Councilman Traitoro
- Hunter Clary som Leo Jr.
- Phil Morris som Messenger
- Method Man som Persian Emissary
- Nicole Parker som Paris Hilton, Britney Spears, Ellen DeGeneres, Paula Abdul
- Ryan Fraley som Brad Pitt
- Zachary Dylan Smith som Kong Leonidas
- Tiffany Claus som Angelina Jolie
- Nick Steele som Kevin Federline
- Ike Barinholtz som Bond Villain, Profet
- Tony Yalda  som Sanjaya Malakar
- Christopher Lett som Randy Jackson
- Jim Piddock som Loyalist, Simon Cowell
- Nate Haden som Ryan Seacrest
- Crista Flanagan som Oracle/Ugly Betty
- Thomas McKenna som Tom Cruise
- Jesse Lewis IV som Ms. Jay Alexander
- Jenny Costa som Tyra Banks
- Belinda Waymouth som Twiggy
- Dean Cochran som Rocky Balboa, Rambo
- Emily Wilson som Lindsay Lohan
- John Di Domenico som Donald Trump
- Jim Nieb som George W. Bush

Fire af skuespillerne i Meet the Spartans spillede også med i Epic Movie. Carmen Electra spillede Mystique, Jim Piddock spillede Magneto, Jareb Dauplaise spillede Nacho Libre, og Crista Flanagan spillede Hermione Granger.